# Pittsburgh and West Virginia Railway
Le Pittsburgh and West Virginia Railway (sigle de l'AAR: PWV) était un chemin de fer américain de classe I dans la région de Pittsburgh, Pennsylvanie et de Wheeling, Virginie Occidentale.

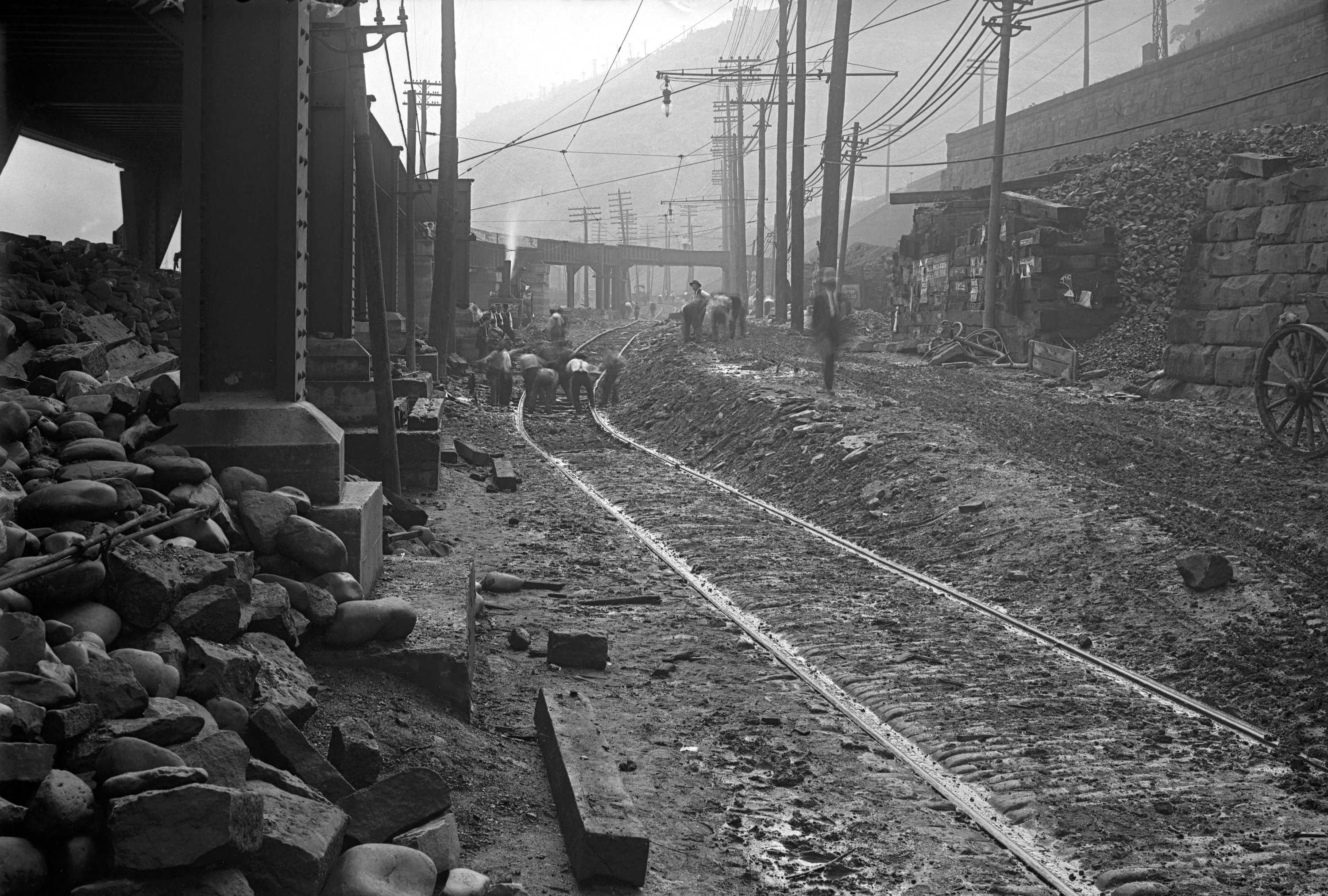
Travaux en 1911 à West Carson Street, Pittsburgh.

Il fut créé sous le nom de Pittsburgh Terminal Railway par le Wabash Railroad de George Jay Gould I afin de réaliser une extension vers Pittsburgh. La crise financière de 1907 ébranla l'empire de George J. Gould, et entraîna le redressement judiciaire du Pittsburgh Terminal en 1908. Le trafic direct entre le Wabash Railroad et le Wheeling and Lake Erie Railway via Pittsburgh devenait impossible. Le Pittsburgh Terminal se réorganisa en Pittsburgh & West Virginia Railway en 1916. Une extension achevée en 1931 permit un raccordement avec le Western Maryland Railway à Connellsville, Pennsylvanie. Cela forma l'Alphabet Route, une ligne indépendante entre le Nord-est des États-Unis et le Middle West. Le Norfolk and Western Railway le loua en 1964, en complément de plusieurs portions de l'ancienne Alphabet Route qu'il venait d'acquérir. Il finit par être loué par le nouveau Wheeling and Lake Erie Railway (WE) en 1990, juste quelques mois avant la fusion du N&W dans le Norfolk Southern Railway.

## Histoire
Son histoire se décompose en 4 périodes.

### Première période de 1901 à 1908: le Gould system
Vers 1900, George Jay Gould I avec ses différentes participations, ambitionnait de construire un réseau transcontinental. Le Western Pacific Railroad, le Denver & Rio Grande Railroad et le Missouri Pacific Railroad constituaient un réseau allant de San Francisco sur l'océan Pacifique à Saint-Louis, Missouri sur le fleuve Mississippi. À l'Est de St. Louis, Gould acquit le Wabash Railroad vers Toledo. Le 1er février 1901, Gould avec George Ramsey Jr et d'autres partenaires formèrent le Pittsburgh-Toledo Syndicate, afin d'étendre le réseau vers Pittsburgh. Le mois suivant, le syndicat racheta le  Pittsburgh & Mansfield Railroad qui n'avait pas encore de ligne mais dont la charte précisait qu'il devait construire son réseau jusqu'au centre de Pittsburgh. Le 1er mai 1901, Gould gagna le contrôle du Wheeling & Lake Erie Railroad, permettant une extension de Toledo vers le sud-est en direction de Zanesville, Ohio et Wheeling, Virginie Occidentale.
Trois compagnies furent créées afin de mener à bien l'extension vers Pittsburgh: le Cross Creek Railroad, créé le 23 avril 1900 dans l'Ohio; le Pittsburgh, Toledo & Western Railroad, créé le 3 avril 1901 en Virginie Occidentale; et le Pittsburgh Carnegie & Western Railroad, créé le 17 juillet 1901 en Pennsylvanie. Le 14 juin 1901, des travaux de bifurcation entre Pittsburgh Junction, Ohio et Wheeling furent entrepris. Le 7 mai 1904, les 3 compagnies furent consolidées pour donner naissance au Wabash Pittsburgh Terminal Railway, auquel toutes les possessions du syndicat (y compris le W&LE) furent transférées. Le premier train emprunta le Wabash Tunnel, et traversa la rivière Monongahela grâce au Wabash Bridge avant d'arriver dans Pittsburgh le 1er juin 1904; le service voyageur dans le nouveau Wabash Terminal débuta le 2 juillet 1904, avec un service direct grâce au W&LE et le Wabash vers Toledo, Chicago, St. Louis et Kansas City.
Gould planifia aussi la construction d'une ligne entre Zanesville et Belington, Virginie Occidentale au sud-est; ces travaux furent confiés au Little Kanawha Syndicate, mais il n'aurait pas le temps de l'atteindre. En 1902, afin de relier Belington à Baltimore à l'est, le Fuller Syndicate, conduit par George J. Gould, racheta le West Virginia Central & Pittsburgh Railway et prit des parts majoritaires dans le Western Maryland Railroad.
Une autre partie du plan était constituée par la ligne interurbaine du Philadelphia & Western Railway qui aurait dû relier Philadelphie à York situé sur la ligne du Western Maryland. La ligne Belington / Baltimore du Fuller Syndicate était achevée, mais celle du Little Kanawha Syndicate n'atteignait pas encore Belington; il manquait donc une connexion entre le réseau principal et le Fuller Syndicate.
Mais le Pennsylvania Railroad, directement affecté par les plans de Gould, entama la riposte. Le PRR demanda à la Western Union, propriété de Gould, d'enlever leurs poteaux télégraphiques situés sur ses terres.
La Panique bancaire américaine de 1907 toucha durement Gould car il était obligé de construire de nouvelles lignes coûteuses, puisque la concurrence occupait déjà tous les trajets les plus faciles. Le Western Maryland Railroad fut le premier à faire faillite le 5 mars 1908, suivi du  Wabash-Pittsburgh Terminal Railway le 29 mai. C'en était fini du trafic direct entre Pittsburgh, le W&LE et le Wabash.

### Seconde période de 1908 à 1964: l'indépendance
Après avoir été placé sous administrateur judiciaire durant 8 ans, le Wabash Pittsburgh Terminal Railway fut vendu en août 1916, et fut réorganisé en Pittsburgh & West Virginia Railway (P&WV). Toujours considéré comme le 5e réseau ferré du nord-est des États-Unis, il venait en complément des 4 autres principaux réseaux constitués par: le Pennsylvania Railroad, le New York Central Railroad, le Baltimore and Ohio Railroad et l'Erie Railroad. Mais l'absence de voie près de Belington, jamais achevée par le Little Kanawha Syndicate, empêchait de relier le Pittsburgh & West Virginia ainsi que le Wheeling and Lake Erie Railway, avec le Western Maryland Railway.
À Pittsburgh, le West Side Belt Railroad croisait le P&WV au niveau de l'entrée sud-ouest du Wabash Tunnel (passant sous le quartier de Mount Washington), et allait vers Clairton, Pennsylvanie sur les rives de  la rivière Monongahela. Après un premier refus, l'Interstate Commerce Commission autorisa le rachat du West Side Belt Railroad par le P&WV en décembre 1928. Par contre l'ICC refusa le rachat du Western Maryland Railway par le P&WV.

#### L'Alphabet Route
Le 11 février 1931, il se connecta au Western Maryland à Connellsville, Pennsylvanie; le WM continuait vers l'est et se séparait du West Side Belt à Pierce. Ces connexions finirent par former l'Alphabet Route, poursuivant les mêmes plans que le réseau imaginé par Gould, mais utilisant le New York, Chicago and St. Louis Railroad (Nickel Plate) au lieu du Wabash Railroad, pour atteindre Chicago et St. Louis. L'Alphabet Route résultait de la coalition des 8 compagnies suivantes (par ordre dans le sens ouest-est):
- New York, Chicago and St. Louis Railroad (NKP) de Chicago, Illinois ou East St. Louis à Bellevue, Ohio
- Wheeling and Lake Erie Railway (W&LE) de Toledo, Ohio via Bellevue à Pittsburgh Junction, Ohio
- Pittsburgh and West Virginia Railway (P&WV) de Pittsburgh Junction à Connellsville, Pennsylvanie
- Western Maryland Railway (WM) de Connellsville via Hagerstown à Baltimore, Maryland et Shippensburg, Pennsylvanie
- Reading Company (RDG) de Shippensburg via Reading, Pennsylvanie à Philadelphie, Pennsylvanie et Allentown, Pennsylvanie
- Central Railroad of New Jersey (CNJ) d'Allentown via Easton, Pennsylvanie à Jersey City, New Jersey
- Lehigh and Hudson River Railway (L&HR) d'Allentown via Easton (grâce à des droits de passage sur le CNJ) à Maybrook, New York
- New York, New Haven and Hartford Railroad (NH) de Maybrook via New Haven, Connecticut et Providence, Rhode Island à Boston, Massachusetts

L'Alphabet Route reliait le nord-est des États-Unis au Middle West, en traversant les villes de Boston, New York, Philadelphie, Baltimore, Pittsburgh, Toledo et enfin Chicago ou Saint-Louis, Missouri.
Le Nickel Plate loua le Wheeling & Lake Erie à partir du 1er décembre 1949.

### Troisième période de 1964 à 1990: Norfolk & Western
Le 16 octobre 1964, le N&W fusionna le Nickel Plate et loua le P&WV. Le Pittsburgh and West Virginia Railroad (AMEX:PW) fut créé en 1967; cette société de placement immobilier détenait les biens du P&WV qui étaient loués depuis 1964 à la Norfolk Southern Corporation (NSC), compagnie holding du Norfolk Southern Railway. Ces biens étaient constitués: par une ligne de 180 km qui partait de   Connellsville, Washington, pour desservir le Comté d'Allegheny dans le Commonwealth de Pennsylvanie, le Comté de Brooke en Virginie-Occidentale, et ceux de Jefferson et Harrison dans l'Ohio; ainsi que par 32 km d'embranchements situés dans les comtés de Washington et d'Allegheny en Pennsylvanie, et dans celui de Brooke en Virginie-Occidentale.
De son côté, le Western Maryland Railway décida en 1967 de rejoindre le réseau du Chesapeake and Ohio Railway (C&O) / Baltimore and Ohio Railroad (B&O), concurrent direct du N&W.

### Quatrième période de 1990 à nos jours: le Wheeling & Lake Erie (WE)
le 17 mai 1990, quelques mois avant la fusion du N&W et du Southern Railway donnant naissance au Norfolk Southern Railway (NS), le N&W se sépara d'une bonne partie de l'ancien Wheeling and Lake Erie Railway (W&LE) pour créer un nouveau Wheeling & Lake Erie Railway (WE). La location du P&WV fut transférée à ce nouveau réseau, lequel fit l'acquisition auprès de CSX Transportation d'un droit de passage entre Connellsville et Hagerstown, Maryland.

## Les vestiges du P&WV
Le Wabash Pittsburgh Terminal Railway bâtit d'importants ouvrages d'art, comme le Wabash Terminal au centre de Pittsburgh, mais qui fut détruit par les flammes en 1946. À Pittsburgh, le Wabash Bridge qui traversait la rivière Monongahela, fut démoli en 1948; quant au Wabash Tunnel, situé au sud-ouest du pont, et permettant de passer sous le Mount Washington, il fut élargi le 27 décembre 2004. En décembre 2008, les 2 piles du Wabash Bridge était toujours visibles.

## Sources
- Baer, Christopher T. "PRR Chronology" Excerpted from "A General Chronology of the Pennsylvania Railroad Company Predecessors and Successors and Its Historical Context." Pennsylvania Railroad Technical and Historical Society. Accessed 2009-12-14.
- "Railroad History Database"

## Traduction
- (en) Cet article est partiellement ou en totalité issu de l’article de Wikipédia en anglais intitulé « Pittsburgh and West Virginia Railway » (voir la liste des auteurs).